# ウェイン・ティーボー
ウェイン・ティーボー（Wayne Thiebaud、1920年11月15日 - 2021年12月25日）は、アメリカの画家。風景画や人物画の他、パイ、リップスティック、ペイント缶、アイスクリームコーン、ホットドッグなど日常の品をカラフルに描いた作品で知られる。
50年代と60年代の初期作品は古典的なポップアーティストの作品よりわずかに先行していたが、大衆文化の対象に関心を置いたため、ポップアート運動に関連する画家である。 重い色や誇張された色を使って被写体を表現し、広告に特有のはっきりした影がほとんどの作品に含まれている。 

## 生い立ちと教育
米国アリゾナ州メサにてモルモン教徒の両親から生まれた。 6ヶ月の時に家族と共にカリフォルニア州ロングビーチに移住。高校時代のある夏、ウォルト・ディズニー・スタジオで見習いとして、グーフィ、ピノキオ、ジミニークリケットなどの中割りを週14ドルで描いた。次の夏にロサンゼルスのFrank Wiggins Trade Schoolで学び、1938年から1949年にかけてはカリフォルニアとニューヨークで漫画家やデザイナーとして、第二次大戦中の1942年から1945年にはアメリカ軍の第1映画部隊でもアーティストとして働いた。
1949年にはサンノゼ州立大学に入学したのちサクラメント州立大学（現カリフォルニア州立大学）に移り、1951年には学士号、1952年には修士号を取得した。

## 経歴
大学院卒業後はサクラメント市立大学で教鞭をとった。 1960年にデービスにあるカリフォルニア大学の専任教員に就いたのち、1991年の定年まで同校に務め、多くの美術学生に影響を与えた。現在でも同校はティーボーを名誉教授として保持し続けている。
ティーボーは基本的に伝統を遵守し、創造性を補完するための勤労に重点を置き、現実主義を愛していたため、コンセプチュアル・アーティストの間ではあまり支持を得なかった。時折デイビスでボランティアの講義を行うこともあった。
1956〜57年の休暇の間ニューヨーク市へ移り、エライン＆ウィレム・デ・クーニングやフランツ・クラインと友人になり、抽象主義者や初期のポップアーティストのロバート・ラウシェンバーグやジャスパー・ジョーンズから強く影響を受けた。休暇の間、ティーボーはケースに展示された食べ物を描いた非常に小さな連作を描き始め、分離された三角形、円、四角形などの基本的な形に焦点を当てた。
カリフォルニアに戻ってからもこの基本的な主題とスタイルを追求した。ティーボーはまた、ニューヨークで知ったアーティスト同士の協同組合をカリフォルニアへ持ち込み、アーティスト協調ギャラリー、アーティスト・コンテンポラリー・ギャラリー、そしてポンド・ファームを含む他の協同組合を共同設立した。 
1960年、サンフランシスコ近代美術館で初めての個展を行い、ニューヨークのStaempfli and Tanagerギャラリーでも個展を開催したが、これらの展覧会ではほとんど注目を集めなかった。2年後の1962年、ニューヨークのSidney Janis Gallery展でポップアート作品が正式に発表された。ティーボーは自身をポップアーティストとは考えておらず、自分は「幻想的な画風の画家」以外の何者でもないと否定したが、1962年を境にティーボーは全国的にポップ・アーティストとして認知されるようになった。
1961年に、アートディーラーのアラン・ストーン (1932-2006) と出会い友人になった。 ストーンはティーボー作品のアートディーラーで、2006年に亡くなるまでティーボー作品を扱い続けた。ストーンはティーボーのことを以下のように評している。
「彼は複雑で才能があり、素晴らしい教師であり料理人、気の利いた受け答えができる最高の話し相手であり、魔法のような絵を描く偉大な画家、何よりも謙虚な性格が好きで、友人でいて幸せを感じます。彼の絵に対する献身と卓越性の追求は、幸運にも彼と連絡を取り合うすべての人にインスピレーションを与えます。彼は非常に特別な男です。」
ストーンの死後、ティーボーの息子、ポール・ティーボー（1960〜2010年）がディーラーを引き継いだ。 ポールは成功したアートディーラーであり、マンハッタンとサンフランシスコでも名だたるギャラリーを持っていたが、2010年6月19日に大腸がんで死亡している。
1962年には、ロイ・リキテンスタイン、アンディ・ウォーホル、ジム・ダイン、フィリップ・ヘファートン、ジョー・グッド、エドワード・ルスチャ、ロバート・ダウドと共にパサデナ美術館（現ノートン・サイモン美術館）で開催された「New Painting of Common Objects（日常的な物体の新しい絵画）」展へ参加した。この展覧会はアメリカで最初のポップアート展の一つと考えられている。社会不安の時代にアメリカと美術界に衝撃を与えた新しい芸術運動だった。
1963年ごろから、無表情でこわばった、ディテールが強調された人物画を多く描くようになった。1964年、Crown Point Pressで最初のプリントを制作し、その後キャリアを通してプリントを続けた。
1967年、ティーボーの作品が国際ビエンナーレに展示された。 
二度の結婚歴がある。彼の最初の妻パトリシア・パターソンとの間には2人の子供がおり、そのうちの1人はモデルであり作家のトゥインカ・ティーボーである。二番目の妻、ベティ・ジーン・カーとの間には後にアートディーラーになった息子のポール・レバロン・ティーボーがいる。また、ベティの連れ子のマシューを養子にしている。

## 作品
パイやペストリーのようなダイナーやカフェテリアで見られるライン生産商品の絵でよく知られる。若い頃にはロングビーチの”Mile High and Red Hot”という名のカフェで働いていたこともある。
大衆文化の対象に興味をおいたため、ポップアート運動に関係する画家とみなされているが、50年代と60年代の間に描かれたティーボーの作品は古典的なポップアーティストの作品をわずかに前倒ししており、ティーボーがポップアート運動に影響を与えた可能性があることを示唆している。
ティーボーは、重い色や誇張された色を使って被写体を表現し、広告に特有の明確な影がほとんど常に作品に含まれている。ティーボーは "美術芸術"対"商業芸術"のようなラベリングに嫌悪感を抱き、自身を "単なる昔ながらの画家"と表現した。アンディ・ウォーホルの平坦でメカニカルな絵を嫌い、自身をポップ・アーティストとは定義していない。
ペストリーなどの絵に加えて、ティーボーはリチャード・ディーベンコーンの作品の影響を受け、ミッキーマウス、風景、街並み、都市景観などを描いている。サンセット・ストリーツ (Sunset Streets, 1985) やフラットランド・リバー (Flatland River, 1997) などの彼の絵は、超現実主義的な要素があり、アメリカ人の生活の日常シーンに魅了されたエドワード・ホッパーの作品と比較される。

### 主な作品
- 1961 Pies, Pies, Pies
- 1962 Around the Cake
- 1962 Bakery Counter
- 1962 Candy Machine
- 1963 Cakes
- 1963 Three Machines
- 1963 Girl with Ice Cream Cone
- 1964 Three Strawberry shakes
- 1964 Eight Lipsticks
- 1964 Man Sitting - Back View
- 1964 Lemon Cake
- 1966 Powder With Puff
- 1968 Coloma Ridge
- 1970 Seven Suckers
- 1971 Four Cupcakes
- 1975 Shoe Rows
- 1976 Potrero Hill
- 1977 24th Street Intersection
- 1981 Hill Street (Day City)
- 1987 Two Paint Cans
- 1993 Apartment View
- 1993 Coastline (California Arts Council specialty license plate)[14][15]
- 1996 Farm Channel
- 1999 Reservoir
- 2002 Jolly Cones (Ice Cream Cones)
- 2008 Three Ice cream cones
- 2010 The Google 12th Birthday Cake

## コレクション
ティーボーの作品はロサンゼルス・カウンティ美術館、ホイットニー美術館、ハーシュホーン博物館、スミソニアンアメリカ美術館 、オルブライト＝ノックス美術館、サンフランシスコ近代美術館、クロッカー美術館、フェニックス美術館 、ネルソン - アトキンス美術館、ほか多くの機関の常設コレクションに置かれている。

## 表彰
1994年10月14日、クリントン大統領によって国立芸術勲章に叙された。 また、2001年には米国国立美術アカデミーから特別功労賞を受賞した。
2010年にサクラメントのカリフォルニア美術館 、2013年にカリフォルニア栄誉殿堂入りした。世界のカリフォルニア美術の認知拡大に貢献したことを讃え、カリフォルニアアート賞を受賞した。

## 影響
サクラメント市立大学の教え子だったフリッツ・ショルダー (1937-2005) はニューメキシコ州サンタフェのアメリカン・インディアン・アーツ研究所で1964年から69年にかけて教鞭を執り、アメリカン・インディアン・アートの方向性に大きな影響を与えた。
カリフォルニア州立大学イーストベイ芸術科の画家で退任教授のメル・ラモスは、ティーボーに影響を受けたと述べている 。
シャロン・コアはティーボーの作品を写真的に解釈した写真家として知られる。